# Championnats de France de patinage artistique 1970
Navigation
Championnats de France 1969 Championnats de France 1971
Les championnats de France de patinage artistique 1970 ont eu lieu à la patinoire du patinoire olympique de Boulogne-Billancourt pour 3 épreuves : simple messieurs, simple dames et couple artistique. 
La patinoire Charlemagne à Lyon a accueilli l'épreuve de danse sur glace.

## Podiums
| Épreuves                            | Or                                 | Argent                            | Bronze                          |
| Messieurs résultats détaillés       | Patrick Péra                       | Jacques Mrozek                    | Didier Gailhaguet               |
| Dames résultats détaillés           | Joëlle Cartaux                     | Arielle Contamine                 | Élisabeth Louesdon              |
| Couples résultats détaillés         | Mona Szabo / Pierre Szabo          | -                                 | -                               |
| Danse sur glace résultats détaillés | Élisabeth Bugiel / Michel Bouttier | Anne-Claude Wolfers / Roland Mars | Brigitte Ydrault / Pascal Germe |

## Détails des compétitions
(Détails des compétitions encore à compléter)

### Messieurs
| Rang | Nom               |
| ---- | ----------------- |
| 1    | Patrick Péra      |
| 2    | Jacques Mrozek    |
| 3    | Didier Gailhaguet |
| ...  |                   |

### Dames
| Rang | Nom                |
| ---- | ------------------ |
| 1    | Joëlle Cartaux     |
| 2    | Arielle Contamine  |
| 3    | Élisabeth Louesdon |
| ...  |                    |

### Couples
| Rang | Nom                       |
| ---- | ------------------------- |
| 1    | Mona Szabo / Pierre Szabo |

### Danse sur glace
| Rang | Nom                                |
| ---- | ---------------------------------- |
| 1    | Élisabeth Bugiel / Michel Bouttier |
| 2    | Anne-Claude Wolfers / Roland Mars  |
| 3    | Brigitte Ydrault / Pascal Germe    |
| ...  |                                    |

## Sources
- Le livre d'or du patinage d'Alain Billouin, édition Solar, 1999